# Lichtenstein-Castelcornové
Moravský šlechtický rod Lichtenstein-Castelcorno (německy Li(e)chtenstein-Kastelkorn, česky někdy též Lichtenštejn-Kastelkornové) pocházel původně z Jižního Tyrolska. Jeho rodným sídlem byl hrad Lichtenstein v Leifers (u Bolzana), který pravděpodobně ve 12. století postavili biskupové tridentští jako opěrný bod.
S knížecím rodem Lichtenštejnů, nazývajícím se po hradu v Dolních Rakousích, jakož i se štýrským ministeriálským rodem z Lichtenštejnu, z něhož pocházel středověký básník Oldřich z Lichtenštejna, má patrně společné jen jméno.

## Tyrolské období
Lichtenštejnové byli původně ministeriálové tridentských biskupů a hrabat tyrolských. Z tohoto jihotyrolského rodu pocházeli dva tridentští biskupové, Jiří I. (biskupem v letech 1390–1419) a Oldřich IV. (biskupem v letech 1493–1505. Mezi dalšími členy rodu pak byli také arcibiskup salcburský a dva biskupové olomoučtí).
Již v roce 1472 se rod objevuje v tyrolské šlechtické matrice.
Jednou ze tří větví rodu byla linie zemského hejtmana Viléma z Lichtenštejna, který se svou manželkou, rozenou von Stötten, měl mj. syna Baltazara († 1478) a dceru Voršilu (provd. hraběnku Fuggerovou, † 1473).

## Pavel zLichtenštejna, svobodný pán zKastelkornu (asi 1460–1513)
Vilémův syn Baltazar († 1478) byl ve službách biskupa tridentského a tyrolského arcivévody Zikmunda (1475-1490) a se svou manželkou Dorotou Fuchs von Fuchsberg měl syna Pavla, narozeného kolem roku 1460.
Pavlova žena byla Barbara ze Schrofenštejna, s níž měl jednoho syna. Roku 1482 vstoupil Pavel také do služeb arcivévody Zikmunda a v roce 1489 se stal jeho hofmistrem. V této funkci pokračoval i za Maximiliána I., jehož důvěru nezklamal a brzy byl pověřen finančními záležitostmi. Přitom pochopil nutnost zabránit příliš velké zadluženosti rakouských dědičných zemí. Roku 1499 dostal lénem Castelcorno u Rovereta a roku 1502 přídomek Kastelkorn spolu se zámkem a panstvím Schenna v jižním Tyrolsku, z něhož vybudoval rodinné sídlo a roku 1505 dostal do zástavy hejtmanství Rattenberg am Inn. Ve stejném roce byl vyznamenán Řádem zlatého rouna a roku 1506 byl císařem pasován na rytíře. Kvůli císařským výdajům však došlo ke sporům a Pavel byl zbaven odpovědnosti za finance. Zemřel v roce 1513 v Augsburgu, kam přijel na jednání s Fuggery; pochován byl v Bolzanu.

## Salcbursko-moravská linie

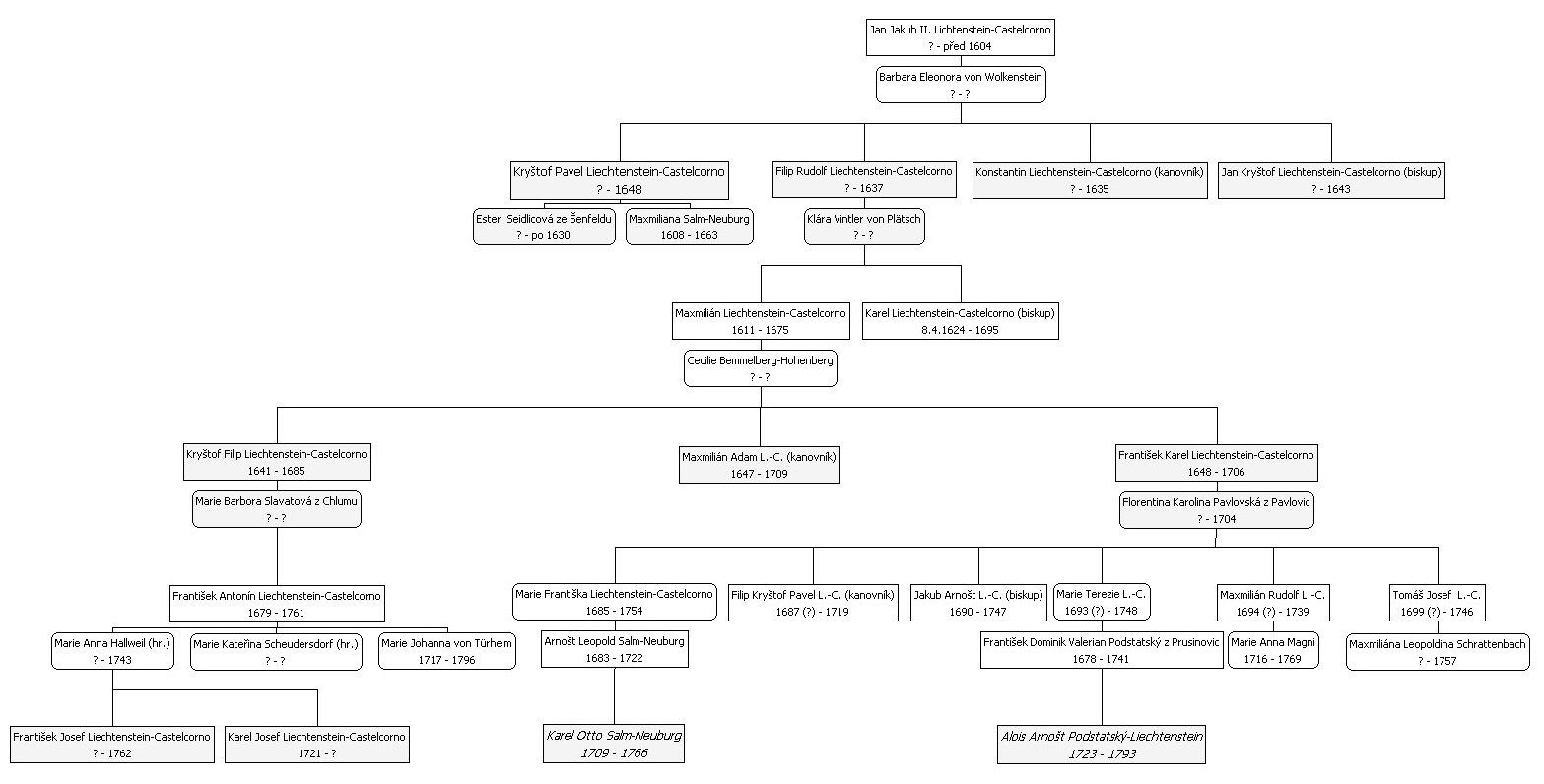
Genealogie moravské linie rodu Lichtenštejn-Kastelkornů

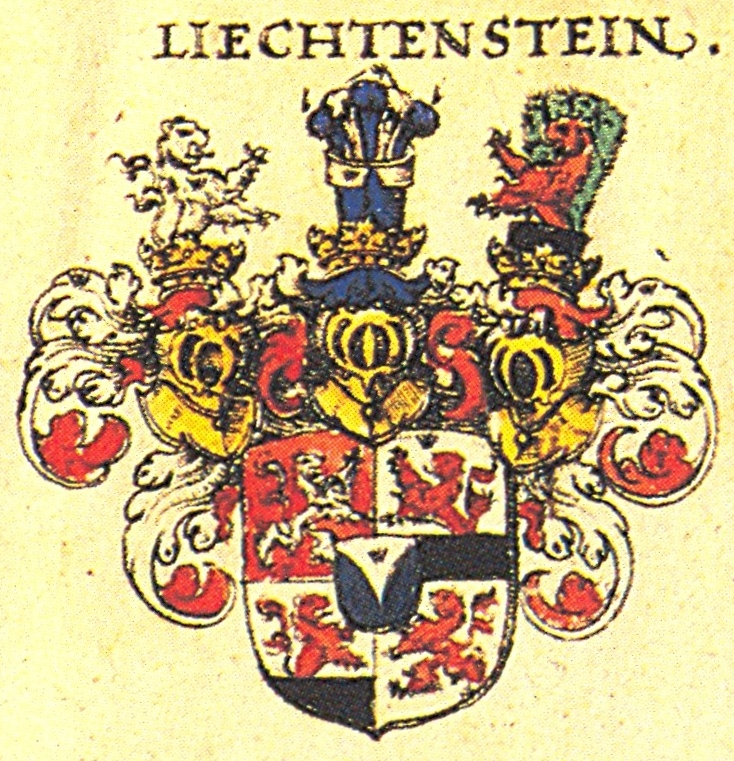
Znak Lichtenštejn-Kastelkornů v polepšení pro Kryštofa Filipa I.

Potomci Jana Jakuba z Lichtensteinu-Castelcorna († před r. 1604):
- Kryštof Pavel hrabě z Lichtensteinu-Castelcorna († 1648) byl císařský komoří a správce dědičné země Alsaska. V roce 1623 mu na Moravě patřil hrad a panství Pernštejn a později také panství Bludov. Roku 1623 se oženil s první ženou Esterou Sejdlicovou ze Šenfeldu, jako druhou ženu v roce 1636 si vzal Maximilianu hraběnku ze Salm-Neuburku (1608 – 8. prosince 1663[4]).[5]
- Jan Kryštof z Lichtensteinu-Castelcorna byl v letech 1624–1643 biskupem v Chiemsee.
- Konstantin z Lichtensteinu-Castelcorna byl v letech 1612–1635 kanovníkem v Salcburku.
- Filip Rudolf z Lichtensteinu-Castelcorna byl ženatý s Klárou Vintlerovou z Runkelsteinu. Jako císařský generál se v říjnu 1622 zmocnil Kladského hrabství, kde se stal zemským hejtmanem, a kde mu byly v roce 1625 zabaveny statky Kunzendorf, Heinzendorf, Altlomnitz, Gabersdorf a svobodný statek v Rothwaltersdorfu. V roce 1634 vyměnil statek Glatzer za panství Krumbach ve Švábsku.
  - Karel II. z Lichtensteinu-Castelcorna (1624–1695) byl olomouckým biskupem v letech 1664–1695 .
  - Maximilián z Lichtensteinu-Castelcorna,[6] dědic statků v Alsasku; dostal v roce 1640 moravský inkolát a 1663 hraběcí titul. Byl ženatý s Cecílií z Bemmbergu a Hochenburgu (1621-1665). Jejich syny byli Kryštof Filip a Max Adam.[7]
    - Maxmilián Adam z Lichtensteinu-Castelcorna byl kanovníkem v Olomouci a Salcburku a proboštem brněnské kapituly. Zemřel v roce 1709.[8]
    - František Karel z Lichtensteinu-Castelcorna, ženatý s Kateřinou Karolinou z Pavlovic, byl císařským tajným radou. Rozmnožil rodinný majetek o Velký dvůr u Pohořelic. Zemřel v roce 1706. Měl dvanáct dětí, mezi nimi synové Filip Pavel, Jakub Arnošt (Ernst), Maxmilián Rudolf a Tomáš Josef. Poručnictví jeho dětí a správu majetku převzal jeho bratr Max Adam.
      - Jakub Arnošt z Lichtensteinu-Castelcorna (1690–1747), nejstarší syn Františka Karla, byl biskupem v Seckau, biskupem v Olomouci a arcibiskupem v Salcburku.
      - Maxmilián Rudolf z Lichtensteinu-Castelcorna, prostřední bratr Jakuba Arnošta, dostal roku 1724 Malenovice s Tečovicemi, Lhotku, Louku, Bohuslavice a Lhotu. Zemřel 1739; majetek zdědili bratři Jakub Arnošt a Tomáš Josef. V roce 1740 Tomáš Josef přenechal svůj podíl bratrovi Jakubu Arnoštovi.
      - Marie Terezie, dcera Františka Karla z Lichtensteinu-Castelcorna a Kateřiny Florentiny Karoliny Pavlovské z Pavlovic, se provdala za Františka Valeriána hraběte Podstatského z Prusinovic (1678–1741).[9]

    - Kryštof Filip hrabě z Lichtensteinu-Castelcorna byl ženatý s Barborou Slavatovou hraběnkou z Chlumu a Košumberka.[7]
      - Jejich syn byl František Antonín, jejich vnukem byli také František Antonín a Jan.[7]
        - Po smrti posledního mužského člena Slavatů v roce 1712 zdědil František Antonín z Lichtensteinu–Castelcorna část jejich panství, mezi nimi Telč. František Antonín († 1761) byl poslední člen této rodinné větve. Panství Telč zdědil bratranec Alois Arnošt hrabě Podstatský z Prusinovic za podmínky, že jméno a erb Lichtenštejnů-Kastelkornů a Podstatských z Prusinovic sloučí jako Podstatský-Lichtenštejn.

## Majetky na Moravě
- Bludov
- Bítovánky
- Borovná
- Chromeč
- Krasonice
- Kunžak
- Malenovice
- Pernštejn
- Pohořelice
- Slavětice
- Slavonice
- Studená
- Telč
- Zdeňkov